# Marcelle Baud
Marcelle Baud est une égyptologue et dessinatrice française, née le 28 novembre 1890 à Paris et morte le 13 février 1987 à Mailhat.

## Biographie

### Famille et entourage
Marcelle Baud est née le 28 novembre 1890 au no 38 boulevard du Temple dans le 11e arrondissement de Paris de l'union d'Antoine Baud, originaire d’Issoire et Marthe Morel, originaire de Paris. Elle est d'abord scolarisée à l'école Élisa Lemonnier, poursuit ses études à l'Académie Julian, tout en fréquentant à partir de 1912 l'école des Beaux-Arts. Lors de sa formation à l'École du Louvre, elle rencontre Marcelle Werbrouck, qui devient par la suite une brillante égyptologue belge, et qui compta parmi ses plus proches ami(e)s. Odile Vaissière est pendant quarante ans sa dame de compagnie en Auvergne. Marcelle Baud ne s'est jamais mariée.  

### Enfance et formation
Dès neuf ans, elle commence à dessiner avec son grand-père Charles Numa Morel, artisan peintre. À dix ans, elle dessine avec son père Antoine Baud, peintre en lettres, et termine ses travaux de peinture commandés en urgence. Elle suit les cours à l'école de dessin de l'Académie Julian. À dix-neuf ans, elle entre aux Beaux-Arts. À cette époque, parallèlement, elle donne des leçons de dessin aux ouvriers de son père. Après l'obtention de son brevet, elle s'inscrit à l’École du Louvre en histoire de l'art et en égyptologie où elle suit les cours pendant trois ans. Les cours de Georges Bénédite, professeur helléniste, suscitent son intérêt. Marcelle Baud dessine tous les costumes et les monuments grecs complétant ainsi la documentation en images de ce professeur. C'est grâce à lui qu'elle fait son premier voyage en Égypte. 
Elle prépare ensuite sa thèse sur Les dessins ébauchés de la nécropole thébaine.
Toute sa vie elle continue à étudier et à approfondir ses connaissances. Elle assiste notamment à des cours donnés à l'École pratique des hautes études ainsi qu'au Collège de France.

### Attachée de l’Institut français d’archéologie orientale
Elle est la première femme à collaborer avec l’Institut français d'archéologie orientale, dix-sept ans avant que Christiane Desroches Noblecourt n'en devienne pensionnaire (ce qui ne sera jamais le cas de Marcelle Baud). En 1921, elle est attachée de l’IFAO, en tant que « dessinateur », et participe aux recherches sur différents sites dans toute la vallée du Nil et dessine les pièces archéologiques mises au jour lors des fouilles. En 1922, elle est présente lors de la découverte du tombeau de Toutânkhamon,. Elle noue des contacts avec différentes équipes de fouilles et rencontre au Caire la jeune égyptologue belge Marcelle Werbrouck.

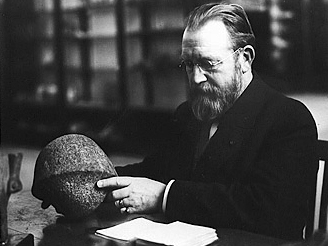
Jean Capart, qui a inspiré à Hergé le personnage du professeur Bergamotte dans Tintin Les Sept Boules de cristal et le docteur Grossgrabenstein à Edgar P. Jacobs dans Blake et Mortimer. Le Mystère de la Grande Pyramide

Elle collabore avec Jean Capart, conservateur de la section égyptienne des Musées royaux d'Art et d'Histoire de Bruxelles, l'actuel Musée Art et Histoire à Bruxelles. Pour le Musée du Cinquantenaire, elle réalise une série de dessins d'un tombeau situé à Thèbes.

### Reproductions pour des musées
Jean Capart, professeur de Marcelle Werbrouck, commande à Marcelle Baud une reproduction polychrome sur lin des peintures de la chapelle funéraire de la tombe thébaine de Nakht (Tombe thébaine no 161) et Marcelle Baud se base notamment sur les dessins de Robert Hay,. L’inauguration de la tombe reconstituée a lieu le 30 juin 1928. 
Le même travail de reconstitution de la tombe d'Amenmosé est demandé pour le musée de Brooklyn sur le conseil de Jean Capart qui en est advisory curator.
Ses copies des fresques des tombes thébaines sont publiées dans les Mémoires de l’IFAO parus entre 1928 et 1935.  

### Participation au mouvement Soroptimist à Paris puis en Auvergne

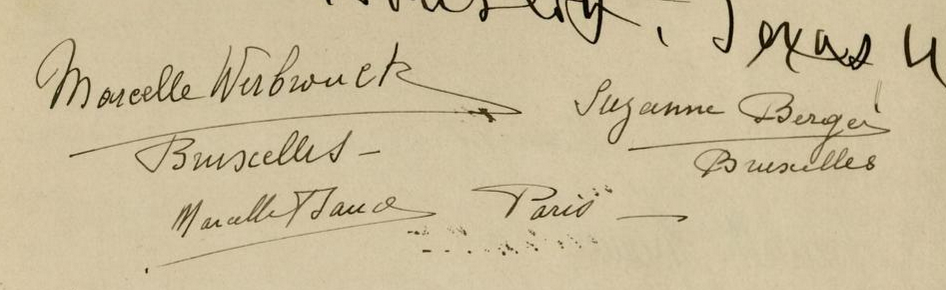
Signatures de Marcelle Baud, Marcelle Werbrouck et Suzanne Berger dans le registre des visiteurs du marchand d'art égyptien Maurice Nahman au Caire en 1930.

Marcelle Baud prend part au mouvement Soroptimist : elle est membre fondatrice du Club de Paris en 1924 et son amie Marcelle Werbrouck crée le Club de Bruxelles dont elle devient en 1938 la première présidente. En 1936 Marcelle Baud achète le château de Mailhat et après la guerre Yvonne Ripa de Roveredo, peintre, graveur, critique d'art et fondatrice de l'Union Nationale Française, l'incite à implanter le Club en Auvergne. Les premiers clubs sont inaugurés à Clermont-Ferrand en 1954 et Issoire en 1955. Avec Marcelle Werbrouck elle tentera de susciter la création d'un club Soroptimist au Caire, mais sans succès.
En 1956, elle retourne en Égypte avec Marcelle Werbrouck, laquelle meurt à Issoire en 1959.

### Mort
Marcelle Baud meurt le 10 février 1987 à Mailhat-Lamontgie. Sa tombe se trouve dans le cimetière d’Issoire.

## Œuvres dans des collections publiques
- Archives et dessins, Musée Bargoin à Clermont-Ferrand[14]

- Reconstitution de la tombe de Nakht, Musées royaux d'Art et d'Histoire de Bruxelles[15]

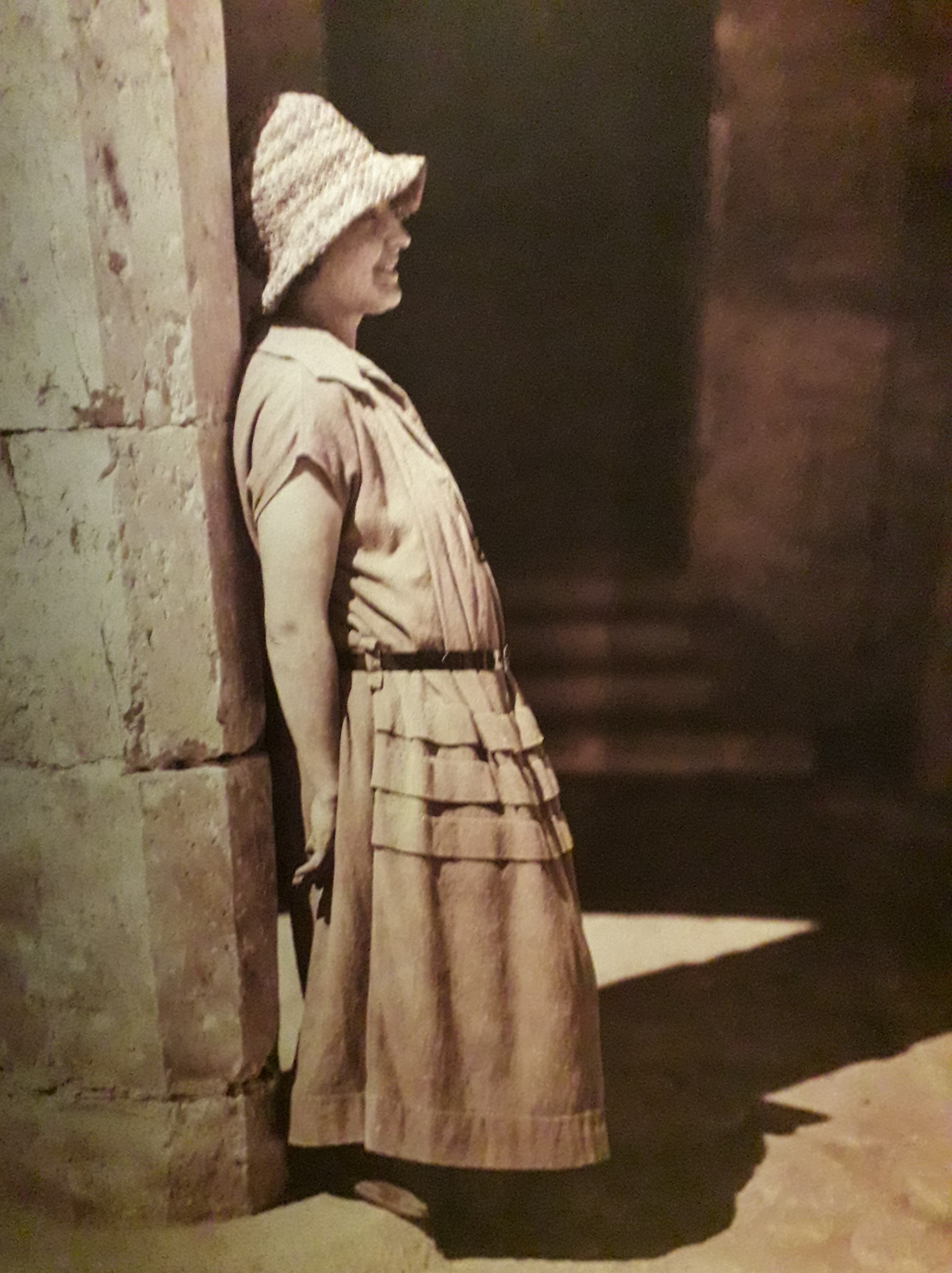
Marcelle Baud en voyage, date inconnue.
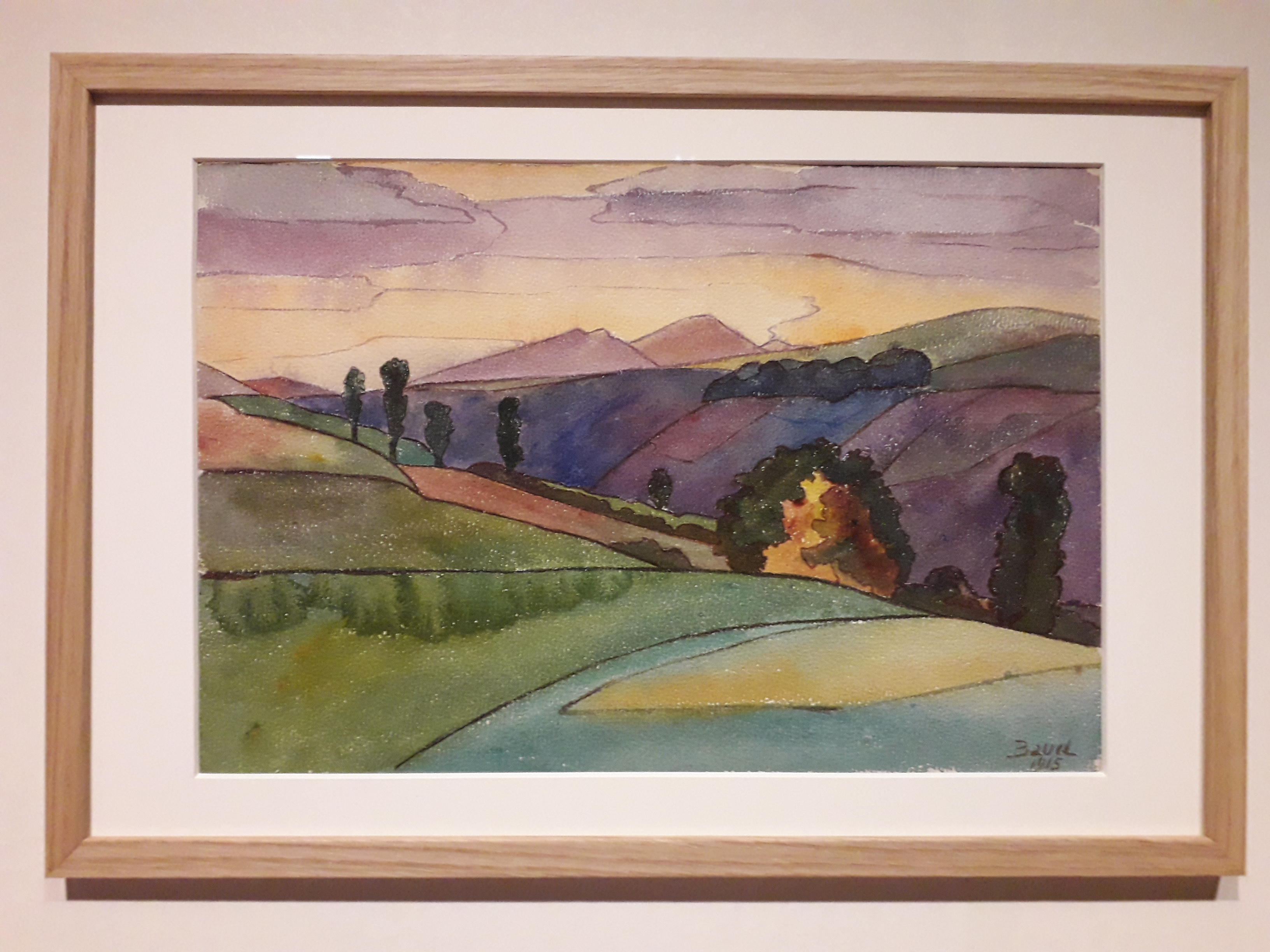
Vue de la campagne auvergnate, aquarelle, 1915.
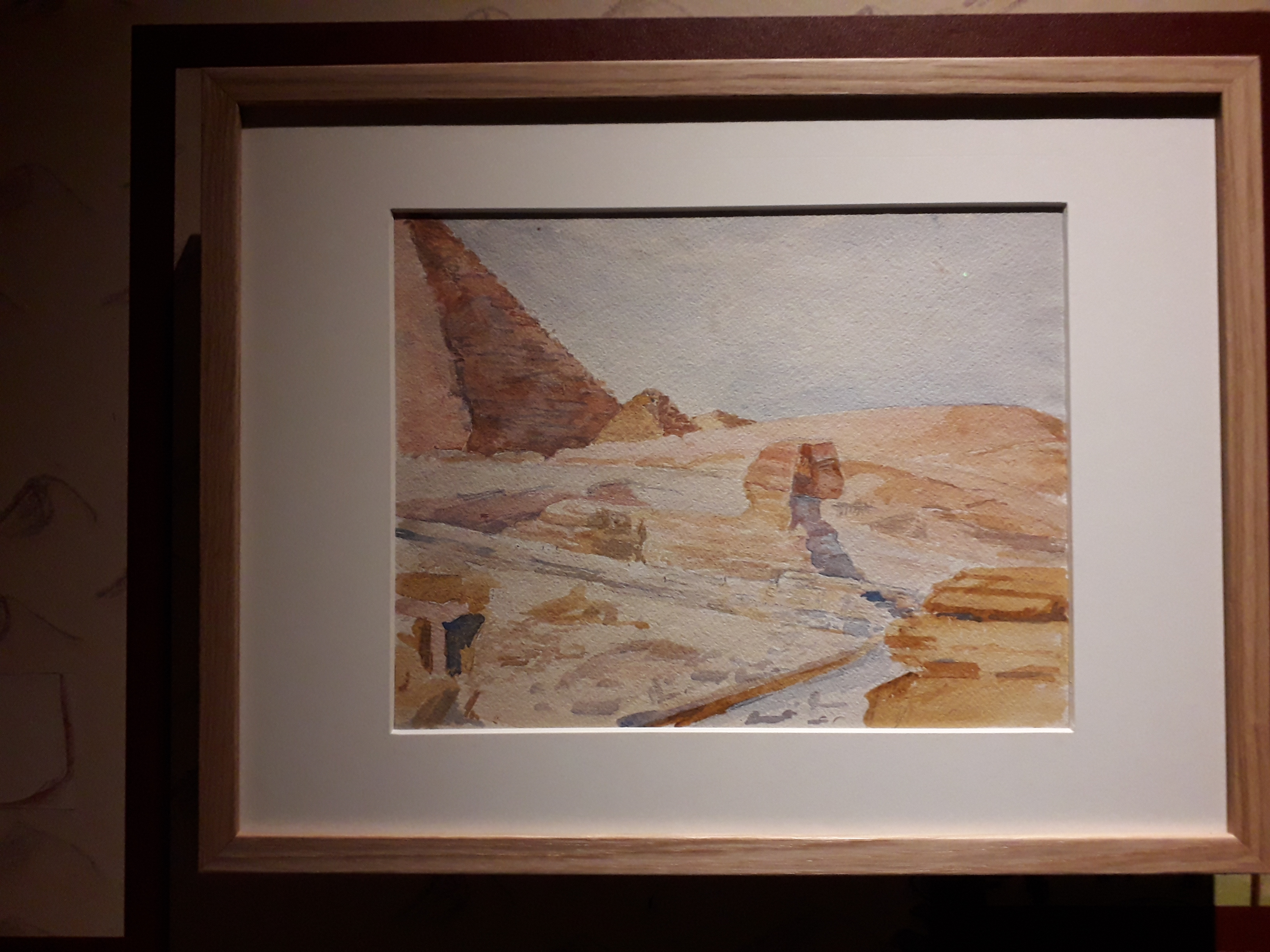
Gizeh. Aquarelle, date inconnue.
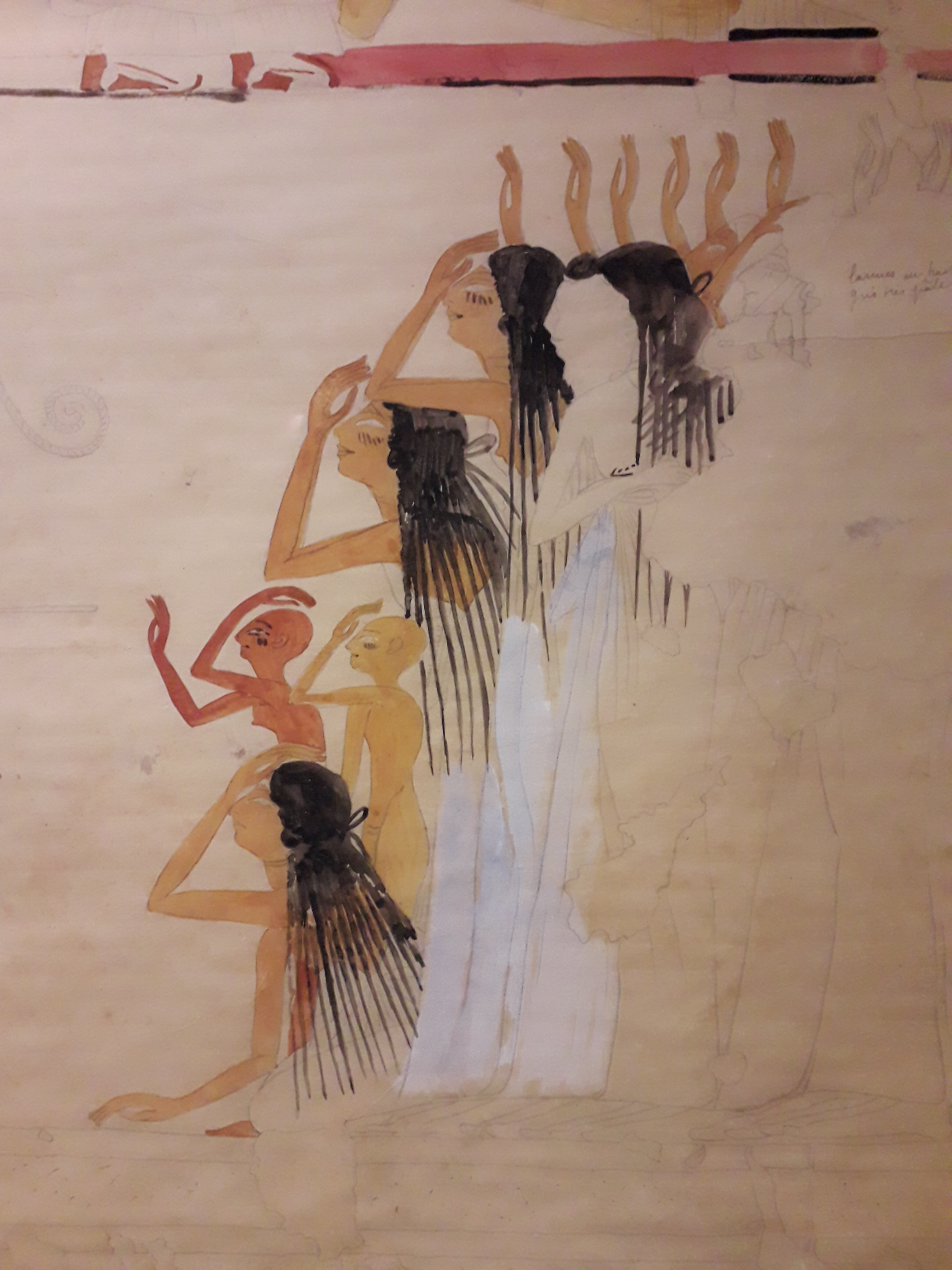
Dessin montrant un détail des pleureuses de la tombe d'Amenmosê, à Dra Abou el-Naga (Thèbes (Égypte)).

## Publications
- « Les sports et la danse dans l'ancienne Égypte », Bulletin des Sociétés féminines françaises de Sports et de Gymnastique,‎ 1920-1921, p. 13-16
- Documents d'art égyptien, dessins de tombeaux thébains de la XVIIIe à la XXVIe dynastie [livret d'exposition], Paris, Musée des Arts Décoratifs, 1926
- Les dessins ébauchés de la nécropole thébaine (au temps du Nouvel Empire), Le Caire, Imprimerie de l'Institut français d'archéologie orientale, coll. « Mémoires publiés par les membres de l'Institut français d'archéologie orientale du Caire » (no 63), 1935, VII-264 p. (lire en ligne)
- « Les arts ménagers en Égypte ancienne », L'Art ménager,‎ septembre 1935, p. 506-507 et 534-535
- « La décoration intérieure en Égypte ancienne », Annales de l'Institut technique du bâtiment et des travaux publics,‎ 1936, p. 61-67
- « Le métier d'Iritsen », Chronique d’Égypte,‎ janvier 1938, p. 61-67
- Égypte, Paris, Hachette, coll. « Les Guides bleus », 1950et rééditions suivantes
- Le Caractère du dessin en Égypte ancienne, Paris, J. Maisonneuve, 1978 (BNF 34609421)

### Dans des ouvrages collectifs
- Georges Foucart et Marcelle Baud, Étienne Drioton, Tombes thébaines : Nécropole de Dirâʿ Abûʾn-Nága, Le Caire, Imprimerie de l'Institut français d'archéologie orientale, 1928-1935
- Marcelle Werbrouck et Marcelle Baud (dessin), Les Pleureuses dans l'Égypte ancienne. Dessins de Marcelle Baud, Bruxelles, Fondation égyptologique Reine Élisabeth, 1938, 177 p.

## Expositions
- Documents d’art égyptien, dessins de tombeaux thébains de la 18e à la 26e dynastie, Paris, Musée des Arts décoratifs, janvier-février 1926[4].
- Marcelle Baud : de l’Égypte à l'Auvergne, Clermont-Ferrand, Musée du Ranquet, 24 avril - 9 juin 1990[6],[16].
- Le retour des momies, Moulins, Musée Anne-de-Beaujeu, 1er mars - 21 septembre 2014[17].
- Traits d’Égypte, Marcelle Baud (1890-1987), Clermont-Ferrand, Musée Bargoin, 6 juillet 2021 - 9 janvier 2022[18].